# Pippo Spano
Filippo Buondelmonti degli Scolari, beter bekend als Pippo Spano of Pippo van Ozora (Geboren: Tizzano, Florentijnse republiek 1369- overleden: 
Lippa, Koninkrijk Hongarije, december 1426) is een Italiaanse condottiero, militair strateeg, generaal in Hongaarse dienst, lid van de Hongaarse en Florentijnse adel en hoveling van Koning Sigismund van Hongarije. Tevens was hij koninklijk schatbewaarder en een Ban van Temesvár. Deze persoonlijke vriend van de koning was ook ridder van de Orde van de Draak en is begraven in dezelfde kerk als zestien koningen van Hongarije, de Oude kathedraal van Székesfehérvár.

## Vroege carrière
Pippo was de zoon van een edelman uit de Florentijnse Republiek. Hij wordt voor het eerst in Hongarije genoemd in 1382,het jaar waarin de latere Maritime Republiek Raguza volledige onafhankelijkheid van het Koninkrijk Hongarije krijgt. In datzelfde jaar wordt hij de schatbewaarder van Koning Sigismund en krijgt hij het latere renaissancekasteel van Simontornya in het comitaat Tolna toegewezen, in het zuidwesten van het toenmalige koninkrijk.
Verdere diensten aan de Kroon, zoals het verstrekken van middelen om de Ottomanen te bestrijden, leidden tot zijn aanstelling als beheerder van alle goudmijnen in het koninkrijk. Aanwezig in het Koninkrijk Bosnië, in de context van een opstand van Hongaarse edelen en de dood van koning Tvrtko I van Bosnië in 1391, slaagde Spano erin om de belangrijkste leiders van de opstand te onderwerpen.
Hij nam deel aan de ongelukkige laatste kruistocht van september 1396 met een anti-Ottomaanse coalitie die plaats vond in het nu Bulgaarse Nicopolis, toen onderdeel van het Tweede Bulgaarse Rijk en slaagde er in tegenstelling tot de meesten aan christelijke zijde in, om na de nederlaag te vluchten. Hij, de koning en een aantal hoge hoogwaardigheidsbekleders zeilden met een kleine boot de Donau op, helemaal naar Hongaarse en Kroatische landen.
Hij trouwde in 1398 met Barbara, dochter en erfgename van Andreas van Ozora. In het Hongaars staat hij daarom ook bekend als Ozorai Pipó ofwel Pippo Ozarai of Pippo van Ozora.
Tijdens een nieuwe periode van Troebelen (problemen) rondom de tegenkoning voor de Hongaarse troon door  Ladislaus van Napels , de zoon van Karel III van Napels en de legitieme Koning van Hongarije, Koning Sigismund. Spano ontdekte een complot van een aantal edelen tegen de legitieme koning en versloeg hun. Toch moest hij de daders deels hun zin geven, omdat ze Koning Sigismund gevangen hielden in het Paleis van Visegrád.
Nadat Koning Sigismund kort de controle had heroverd, erkenden de edelen, tijdens de voortdurende adellijke burgeroorlog, Ladislaus openlijk als koning. De strijdkrachten van het koninkrijk Napels namen de Adriatische havenstad Zára in 1403 in en Spano moest zich terugtrekken na verlies, datzelfde jaar nam hij echter wel Veszprém en later dat jaar ook Esztergom in en viel ook het Koninkrijk Bosnië binnen. Daar werden de Sicilianen en de rebellen uit elkaar gedreven, door het optreden van Spano. Deze verslagen edelen werden overtuigd om amnestie aan te vragen, bij Koning Sigismund. In datzelfde jaar werd hij aangesteld aan Ban van Temesvar en kon in deze functie meerdere grensvestingen en versterkingen tegen het opkomende Ottomaanse Rijk bouwen. Spano ging in zijn nieuwe functie voortvarend te werk tegen de opkomende Ottomanen. Veder trok hij ook ten strijde  tegen de Bosnische legers van Hrvoje Vukčić Hrvatinić die de stad  Szebenikó / Šibenik in Dalmatië hadden belegerd en delen van het huidige Kroatië hadden heroverd.  